# Kjerstin Stjernlöf
Anna Kjerstin Stjernlöf, född Jonsson 24 april 1930 i Ljusdals församling, Gävleborgs län, död 17 oktober 2018 i Storhaga, Ljusdals distrikt, var en svensk målare.
Hon var dotter till kontoristen Anna Jonsson och från 1952 gift med Håkan Stjernlöf. Hon studerade vid Pernbys målarskola i Stockholm och för Einar Wallström vid Arbetarnas bildningsförbunds kurser i Ljusdal samt genom självstudier under resor till Frankrike och Spanien. Separat ställde hon ut i Gävle 1964 och därefter separat på andra platser i länet. Hon medverkade i Gävleborgs läns konstförenings salonger i Gävle sedan mitten av 1950-talet och dessutom i Liljevalchs Stockholmssalonger, Föreningen Svenska Konstnärinnors jubileumsutställning på Konstakademien 1960, Hälsinglands konstgilles utställningar i Ljusdal, Artoteks utställning i Sandviken 1962 samt utställningen Fem västhälsingar i Hudiksvall och Gävle 1965. Hennes konst består av stilleben, barnporträtt och landskapsskildringar utförda i olja eller akvarell.